# Петково (Смолянська область)
Пе́тково (болг. Петково) — село в Смолянській області Болгарії. Входить до складу общини Смолян.

## Населення
За даними перепису населення 2011 року у селі проживали 306 осіб, з них 165 осіб (99,4%) — болгари.
Розподіл населення за віком у 2011 році:
Динаміка населення: